# Гербен Тейссен
Гербен Тейссен (нід. Gerben Thijssen; 21 червня 1998 року, Генк, Бельгія) — бельгійський професійний трековий і шосейний велогонщик, який виступає з 1 липня 2019 роки за команду світового туру «Lotto Soudal».

## Досягнення

### Трек
2015
1-й  Чемпіон Бельгії — Медісон (юніори)
3-й  Чемпіонат світу — Гонка за очками (юніори)
2016
1-й  Чемпіон Бельгії — Гонка за очками (юніори)
1-й  Чемпіон Бельгії — Омніум (юніори)
2017
1-й  Чемпіон Європи — Гонка на вибування
8-й Чемпіонат світу — Командна гонка переслідування

### Шосе
2016
1-й — Етапи 1 і 1 Трофей Карлсберга (юніори)
2017
1-й Grand Prix de la ville de Saint-Nicolas
2-й Гойксе Пейл
3-й Ronde van Zuid-Holland
3-й Париж — Тур U23 U23
7-й Ronde van Overijssel
7-й Ешборн — Франкфурт U23
2018
1-й  Чемпіон Бельгії — Командна гонка з роздільним стартом
1-й  Чемпіон Бельгії — Групова гонка U23
1-й Брюссель — Зепперен
1-й Zuidkempense Pijl
5-й Париж — Труа